# Агуэро, Матиас
Матиас Агуэро (исп. Matías Agüero, родился 13 февраля 1981 в Сан-Николас-де-лос-Арройос) — итальянский регбист аргентинского происхождения, проп итальянской команды «Цебре».

## Карьера

### Клубная
Детство провёл в Сан-Николасе, родном городе. В возрасте 20 лет приехал в Италию, где начал играть за местные регбийные команды — «Болонью» (2001/2002), «Ровиго» (2002/2003 и 2003/2004) и «Виадача» (с 2004 по 2007 годы). В феврале 2007 года переехал в Англию, где выступал за клуб «Сарацины». В 2010 году вернулся в Италию, где выступал за «Айрони» в Кельтской Лиге, а после её расформирования перешёл в сезоне 2012/2013 в «Цебре».

### В сборной
Во время выступлений за «Виадачу» Агуэро оформил гражданство Италии и получил вызов в сборную Италии в преддверии тихоокеанского тура 2005 года. 12 ноября 2005 состоялся его дебют за сборную Италии в матче против сборной Тонга. Участвовал в чемпионате мира 2007 года, сыграл там один матч против Португалии. Тренером сборной Ником Маллеттом был вызван на осенние матчи 2008 года и на тур 2009 года в Австралию.